# Pseudamycus hasselti
Pseudamycus hasselti är en spindelart som beskrevs av Zabka 1985. Pseudamycus hasselti ingår i släktet Pseudamycus och familjen hoppspindlar. Inga underarter finns listade i Catalogue of Life.